# Campeonato Mundial de Atletismo em Pista Coberta de 2022 - 60 m com barreiras feminino
A prova dos 60 metros com barreiras feminino do Campeonato Mundial de Atletismo em Pista Coberta de 2022 ocorreu no dia  19 de março na Belgrade Arena, em Belgrado, na Sérvia.

## Recordes
Antes desta competição, os recordes mundiais e do campeonato nesta prova eram os seguintes:
|                       | Nome            | Nacionalidade  | Tempo | Local      | Data                    |
| --------------------- | --------------- | -------------- | ----- | ---------- | ----------------------- |
| Recorde mundial       | Susanna Kallur  | Suécia         | 7s 68 | Karlsruhe  | 10 de fevereiro de 2008 |
| Recorde do campeonato | Kendra Harrison | Estados Unidos | 7s 70 | Birmingham | 3 de março de 2018      |

## Medalhistas
| Ouro                      | Prata                  | Bronze                    |
| Cyréna Samba-Mayela (FRA) | Devynne Charlton (BAH) | Gabriele Cunningham (USA) |

## Cronograma
Todos os horários são locais (UTC+1).
| Data        | Hora  | Evento    |
| ----------- | ----- | --------- |
| 19 de março | 10:30 | Bateria   |
| 19 de março | 18:15 | Semifinal |
| 19 de março | 21:08 | Final     |

## Resultados

### Bateria
Qualificação: 3 atletas de cada bateria (Q) mais os 6 melhores qualificados (q).
| Posição | Bateria | Raia | Atleta                | Nacionalidade            | Tempo | Notas                |
| ------- | ------- | ---- | --------------------- | ------------------------ | ----- | -------------------- |
| 1       | 1       | 3    | Cyréna Samba-Mayela   | França                   | 7.91  | Q                    |
| 2       | 3       | 7    | Gabriele Cunningham   | Estados Unidos           | 7.93  | Q                    |
| 3       | 6       | 8    | Noemi Zbären          | Suíça                    | 7.95  | Q ,                  |
| 4       | 1       | 2    | Ditaji Kambundji      | Suíça                    | 7.97  | Q                    |
| 5       | 3       | 3    | Zoë Sedney            | Países Baixos            | 7.98  | Q                    |
| 6       | 3       | 8    | Liz Clay              | Austrália                | 7.99  | Q ,                  |
| 7       | 5       | 6    | Devynne Charlton      | Bahamas                  | 8.02  | Q                    |
| 8       | 4       | 3    | Alaysha Johnson       | Estados Unidos           | 8.03  | Q                    |
| 9       | 1       | 8    | Sarah Lavin           | Irlanda                  | 8.03  | Q ,                  |
| 10      | 5       | 2    | Anne Zagré            | Bélgica                  | 8.04  | Q ,                  |
| 11      | 3       | 1    | Yoveinny Mota         | Venezuela                | 8.05  | q ,                  |
| 12      | 1       | 7    | Mathilde Heltbech     | Dinamarca                | 8.07  | q ,                  |
| 13      | 2       | 2    | Mette Graversgaard    | Dinamarca                | 8.08  | Q                    |
| 14      | 6       | 6    | Ebony Morrison        | Libéria                  | 8.09  | Q ,                  |
| 15      | 3       | 2    | Vanessa Clerveaux     | Haiti                    | 8.10  | q ,                  |
| 15      | 6       | 4    | Britany Anderson      | Jamaica                  | 8.10  | Q                    |
| 17      | 4       | 2    | Michelle Harrison     | Canadá                   | 8.11  | Q ,                  |
| 18      | 2       | 3    | Maayke Tjin A-Lim     | Países Baixos            | 8.11  | Q ,                  |
| 19      | 1       | 5    | Teresa Errandonea     | Espanha                  | 8.12  | q ,                  |
| 20      | 4       | 8    | Anamaria Nesteriuc    | Roménia                  | 8.13  | Q                    |
| 21      | 2       | 4    | Elisa Di Lazzaro      | Itália                   | 8.16  | Q                    |
| 22      | 3       | 5    | Viktória Forster      | Eslováquia               | 8.17  | q                    |
| 23      | 6       | 3    | Anna Plotitsyna       | Ucrânia                  | 8.17  | q                    |
| 23      | 5       | 7    | Julia Wennersten      | Suécia                   | 8.17  | Q                    |
| 25      | 5       | 5    | Monika Zapalska       | Alemanha                 | 8.17  |                      |
| 26      | 6       | 2    | Mulern Jean           | Haiti                    | 8.18  |                      |
| 27      | 1       | 1    | Megan Marrs           | Reino Unido              | 8.19  |                      |
| 28      | 2       | 8    | Ivana Lončarek        | Croácia                  | 8.19  |                      |
| 29      | 6       | 5    | Natalia Christofi     | Chipre                   | 8.20  |                      |
| 30      | 5       | 3    | Klaudia Wojtunik      | Polónia                  | 8.21  |                      |
| 31      | 1       | 4    | Sidonie Fiadanantsoa  | Madagáscar               | 8.22  | Recorde pessoal      |
| 32      | 2       | 7    | Kreete Verlin         | Estónia                  | 8.23  |                      |
| 33      | 2       | 6    | Danielle Williams     | Jamaica                  | 8.23  |                      |
| 34      | 4       | 5    | Anja Lukić            | Sérvia                   | 8.25  |                      |
| 35      | 2       | 5    | Helena Jiranová       | Chéquia                  | 8.25  |                      |
| 36      | 6       | 7    | Elisavet Pesiridou    | Grécia                   | 8.30  |                      |
| 37      | 5       | 4    | Miho Suzuki           | Japão                    | 8.32  | Recorde da temporada |
| 38      | 3       | 6    | Maribel Caicedo       | Equador                  | 8.33  |                      |
| 39      | 5       | 8    | Ketiley Batista       | Brasil                   | 8.37  | Recorde pessoal      |
| 40      | 1       | 6    | Lui Lai Yiu           | Hong Kong                | 8.45  | Recorde da temporada |
| 41      | 4       | 1    | Vitoria Batista Alves | Brasil                   | 8.65  |                      |
| 42      | 4       | 4    | Deya Erickson         | Ilhas Virgens Britânicas | DNF   |                      |
| 43      | 3       | 4    | Xènia Benach          | Espanha                  | DSQ   | TR16.8               |
| 44      | 4       | 6    | Luca Kozák            | Hungria                  | DNS   |                      |
| 45      | 4       | 7    | Andrea Vargas         | Costa Rica               | DNS   |                      |

### Semifinal
Qualificação: classificaram-se os 2 melhores de cada bateria (Q) mais os 2 melhores qualificados (q).
| Posição | Bateria | Raia | Atleta              | Nacionalidade  | Tempo | Notas            |
| ------- | ------- | ---- | ------------------- | -------------- | ----- | ---------------- |
| 1       | 1       | 4    | Devynne Charlton    | Bahamas        | 7.81  | Q,               |
| 2       | 2       | 3    | Cyréna Samba-Mayela | França         | 7.85  | Q                |
| 2       | 1       | 8    | Britany Anderson    | Jamaica        | 7.85  | Q                |
| 4       | 2       | 4    | Ditaji Kambundji    | Suíça          | 7.89  | Q,               |
| 5       | 3       | 5    | Zoë Sedney          | Países Baixos  | 7.95  | Q,               |
| 6       | 3       | 8    | Sarah Lavin         | Irlanda        | 7.97  | Q,               |
| 7       | 2       | 2    | Yoveinny Mota       | Venezuela      | 7.99  | q,               |
| 8       | 3       | 3    | Gabriele Cunningham | Estados Unidos | 8.00  | q                |
| 9       | 1       | 5    | Noemi Zbären        | Suíça          | 8.01  |                  |
| 10      | 2       | 8    | Liz Clay            | Austrália      | 8.01  |                  |
| 11      | 2       | 6    | Alaysha Johnson     | Estados Unidos | 8.02  |                  |
| 12      | 3       | 6    | Mette Graversgaard  | Dinamarca      | 8.03  |                  |
| 13      | 1       | 6    | Ebony Morrison      | Libéria        | 8.07  | Recorde nacional |
| 14      | 1       | 3    | Anne Zagré          | Bélgica        | 8.08  |                  |
| 15      | 3       | 4    | Michelle Harrison   | Canadá         | 8.09  | Recorde pessoal  |
| 15      | 1       | 1    | Mathilde Heltbech   | Dinamarca      | 8.09  |                  |
| 17      | 3       | 7    | Elisa Di Lazzaro    | Itália         | 8.11  | Recorde pessoal  |
| 18      | 1       | 7    | Anamaria Nesteriuc  | Roménia        | 8.13  |                  |
| 19      | 2       | 5    | Maayke Tjin A-Lim   | Países Baixos  | 8.13  |                  |
| 20      | 3       | 1    | Vanessa Clerveaux   | Haiti          | 8.15  |                  |
| 21      | 1       | 2    | Teresa Errandonea   | Espanha        | 8.16  |                  |
| 22      | 2       | 7    | Julia Wennersten    | Suécia         | 8.21  |                  |
| 23      | 2       | 1    | Anna Plotitsyna     | Ucrânia        | 8.22  |                  |
| 24      | 3       | 2    | Viktória Forster    | Eslováquia     | 8.22  |                  |

### Final
A final ocorreu dia 19 de março às 21:08.
| Posição           | Raia | Atleta              | Nacionalidade  | Tempo | Notas            |
| ----------------- | ---- | ------------------- | -------------- | ----- | ---------------- |
| Medalha de ouro   | 5    | Cyréna Samba-Mayela | França         | 7.78  | Recorde nacional |
| Medalha de prata  | 4    | Devynne Charlton    | Bahamas        | 7.81  | =                |
| Medalha de bronze | 2    | Gabriele Cunningham | Estados Unidos | 7.87  |                  |
| 4                 | 3    | Britany Anderson    | Jamaica        | 7.96  |                  |
| 5                 | 1    | Yoveinny Mota       | Venezuela      | 8.05  |                  |
| 6                 | 6    | Zoë Sedney          | Países Baixos  | 8.07  |                  |
| 7                 | 7    | Sarah Lavin         | Irlanda        | 8.09  |                  |
| 8                 | 8    | Ditaji Kambundji    | Suíça          | DNF   |                  |

Legenda
| Recorde mundial       | Recorde mundial (World record)               |                       | Recorde africano                      | Recorde africano (African) |                                           | Q | Classificado por posição (Qualified) |
| Recorde do campeonato | Recorde do campeonato (Championship record)  | Recorde da América    | Recorde da América (Americas)         | q                          | Classificado por melhor tempo (Qualified) |   |                                      |
| Melhor marca do ano   | Melhor marca do ano (World leading)          | Recorde asiático      | Recorde asiático (Asian)              | DNS                        | Não largou (Did not start)                |   |                                      |
| Recorde nacional      | Recorde nacional (National record)           | Recorde europeu       | Recorde europeu (European)            | DNF                        | Não terminou (Did not finish)             |   |                                      |
| Recorde pessoal       | Recorde pessoal do atleta (Personal best)    | Recorde da Oceania    | Recorde da Oceania (Oceania)          | DSQ / DQ                   | Desclassificado (Disqualified)            |   |                                      |
| Recorde da temporada  | Recorde da temporada do atleta (Season best) | Recorde sul-americano | Recorde sul-americano (South America) | NM                         | Sem marca (No mark)                       |   |                                      |